# Ein bißchen Frieden
Ein bißchen Frieden är en sång med text av Bernd Meinunger och musik av Ralph Siegel. Den då 17-åriga Nicole Seibert framförde låten i Eurovision Song Contest 1982, där bidraget vann. Hon spelade på en vit akustisk gitarr, ackompanjerad av ett band som bland annat hade en harpist. "Ein bißchen Frieden" är en fredssång som sjöngs i en tid av kapprustning och konflikter under det kalla krigets dagar, då många var rädda för ett nytt storkrig. Sångtexten har sedan skrivits på flera språk.
Efter segern sjöng Nicole den på fyra olika språk: tyska, engelska, franska och nederländska och släppte inspelningar på ytterligare fem språk i Europa: danska, italienska, tyska och kombinationer: tyska-engelska-nederländska och tyska-engelska-italienska. Den toppade listorna i flera länder, och sålde över tre miljoner exemplar. I Storbritannien toppade den engelskspråkiga texten singellistan UK Singles Chart, och blev den 500:e brittiska singelettan.
Sången valdes vid en Internetundersökning 2005 av European Broadcasting Union till 14:e mest populära sång i Eurovision Song Contests historia, och den röstades fram till tävlingens sjunde bästa låt genom tiderna vid Congratulations i Köpenhamn den 22 oktober 2005. Nicole deltog inte vid galan, men däremot dansare med vita gitarrer och en liveorkester.
Monica Forsberg skrev en text på svenska vid namn "En liten fågel" och därefter tog dansband snabbt upp låten på sin repertoar. Denna version har bland annat spelats in av Stefan Borsch 1982 på albumet En liten fågel samt släppte den på singel samma år och Mats Bergmans 2004 på albumet Vänd dig inte om. Låten spelades också in av Ingmar Nordströms 1982 på albumet Saxparty 9.

## Listplaceringar
| Lista (1982) | Placering |
| ------------ | --------- |
| Norge        | 1         |
| Schweiz      | 1         |
| Sverige      | 1         |
| Österrike    | 1         |

### Fotnoter
1. ↑  ”En liten fågel”. Svensk mediedatabas. 25 februari 1982. http://smdb.kb.se/catalog/id/001888480. Läst 28 april 2011.
2. ↑  ”Svensk mediedatabas”. http://smdb.kb.se/catalog/id/001882687. Läst 28 april 2011.
3. ↑  ”Svensk mediedatabas”. http://smdb.kb.se/catalog/id/001433246. Läst 28 april 2011.
4. ↑  ”Svensk mediedatabas”. http://smdb.kb.se/catalog/id/001888563. Läst 28 april 2011.
5. ↑  ”Listplacering”. http://norwegiancharts.com/showitem.asp?interpret=Nicole&titel=Ein+bi%DFchen+Frieden&cat=s. Läst 28 april 2011.
6. ↑  ”Listplacering”. http://hitparade.ch/showitem.asp?interpret=Nicole&titel=Ein+bi%DFchen+Frieden&cat=s. Läst 28 april 2011.
7. ↑  ”Listplacering”. http://swedishcharts.com/showitem.asp?interpret=Nicole&titel=Ein+bi%DFchen+Frieden&cat=s. Läst 28 april 2011.
8. ↑  ”Listplacering”. http://austriancharts.at/showitem.asp?interpret=Nicole&titel=Ein+bi%DFchen+Frieden&cat=s. Läst 28 april 2011.